# Mihai Răzvan Ungureanu
Mihai Răzvan Ungureanu (Iași, 22 settembre 1968) è un politico, storico e diplomatico rumeno.
Primo ministro della Romania dal 9 febbraio 2012 al 7 maggio 2012. Attualmente è Direttore del Serviciul de Informaţii Externe dal 30 giugno 2015 e in passato dal 26 novembre 2007 all'8 febbraio 2012.
È stato Ministro degli affari esteri dal 29 dicembre 2004 al 12 marzo 2007 nel Governo Tăriceanu II.

## Biografia

### Vita personale
Mihai Răzvan Ungureanu è nato da una famiglia di intellettuali di Iaşi. Figlio di Stefan Ungureanu, ex professore del programma di tecnologia del processo chimico presso l'Università Politecnica di Iaşi, ex vice sindaco di Iaşi (1996-2000) e poi direttore della Agenzia Locale per la Conservazione dell'Energia.
È sposato con Daniela Ungureanu e ha un bambino.

### Educazione
Ha frequentato gli studi della Scuola di Fisica "Costache Negruzzi" di Iasi, diplomandosi come responsabile della promozione nel 1988. Dal 1985 fino alla Rivoluzione del 1989 è stato membro supplente del Comitato centrale dell'Unione dei Giovani Comunisti, ma dice che non era un membro del Partito Comunista Romeno.
Nel 1988 divenne allievo della Facoltà di Storia e Filosofia, dell'Università Alexandru Ioan Cuza, dove ha ricoperto il ruolo di membro del Senato (1990-1992) e segretario esecutivo della Associazione Internazionale degli Studenti in Storia Budapest - Bruxelles (1990-1993).
Nel 1993 ha conseguito un Master in Studi ebraici presso l'Oxford Centre for Hebrew Studies presso il St. Petersburg College. Croce Oxford University, e il 24 marzo 2004 ha ricevuto un dottorato in Storia Moderna presso la Facoltà di Storia dell'Università "Alexandru Ioan Cuza", con una tesi su "La conversione e l'integrazione nella società rumena in età moderna", Avevacome consulente scientifico il professor Alexandru Zub.
Parla correntemente inglese, francese, tedesco ed ebraico e soddisfa la conoscenza della lingua ungherese.

## Carriera professionale
Prima del 1989, Mihai Răzvan Ungureanu era anche un giornalista, firmando articoli di Opinia studențească.

### Attività didattica
Dopo la laurea nel 1992, Ungureanu divenne per breve tempo insegnante presso l'Università di Filologia-Storia "Mihai Eminescu". Dallo stesso anno, è impiegato come professore universitario di storia moderna della Romania presso la Facoltà di Storia dell'Università "Al. I. Cuza", tenendo la linea seguente dei gradi accademici: junior (1992-1995), assistente (1995-1998), docente (1998-2004) e poi professore (2004-2006). Nel 2007 è diventato professore di storia moderna della Romania presso la Facoltà di Storia dell'Università di Bucarest.
Accanto all'insegnamento, il Dr. Mihai Răzvan Ungureanu ha tenuto una ricca attività scientifica ed è membro della Società rumena di Araldica, Sigillografia e Genealogia dell'Accademia rumena, Iasi Branch (1993), membro del consiglio della scientifica Soros Open Society Foundation, Iasi - Bucarest (1996-1998), direttore del Centro per gli studi rumeni a Iasi, della Fondazione culturale rumena (1996-1999), membro dell'Associazione europea per gli studi ebraici a Oxford, UK (1997) , Senior Fellow del Centro di Oxford per gli studi ebraici, San Pietroburgo. Cross College, Università di Oxford, UK (1998), membro dell'Istituto di Studi Genealogici e Araldici dell'Università "Sever Zotta" (1998), ecc...
Tra il 1998-2000, è stato anche membro del Consiglio nazionale per la riforma dell'istruzione all'interno del Ministero della Pubblica Istruzione. Dal 2004 è a capo del Jewish Studies Centre della Facoltà di Storia dell'Università "Al. I. Cuza" di Iasi.
Ungureanu ha tenuto corsi presso un certo numero di istituti di istruzione superiore nel paese e all'estero: visiting professor (in tedesco: Gast Wissenschaftler) al Dipartimento di storia europea, Università Albert-Ludwig di Friburgo, Germania (1993- 1997), professore associato presso la Facoltà di studi slavi dell'Europa orientale, Università di Londra, Regno Unito (1996-1998), docente presso la Scuola della NATO (SHAPE) a Oberammergau, Germania (2001), docente associato presso la Scuola nazionale di politica e di pubblica amministrazione a Bucarest (2002), docente presso il Centro per gli studi sulla sicurezza "George C. Marshall" a Garmisch-Partenkirchen, Germania (2003). È stato anche professore associato presso l'Università di Difesa Nazionale dal 2005.
Dal 2007 è professore presso la Facoltà di Storia dell'Università di Bucarest.

### Attività diplomatica
Tra il 1998 e il 2001, Mihai-Răzvan Ungureanu è stato Segretario di Stato presso il Ministero degli Affari Esteri. Poi, è stato nominato Direttore Generale - inviato speciale del patto di stabilità per l'Europa sudorientale (2001-2003) e vice coordinatore dell'Iniziativa di Cooperazione europea Sudorientale (SECI) (2003-2004), entrambi con sede a Vienna.
Accanto a questi compiti, è stato eletto come Presidente dell'Istituto Romeno di studi strategici di Bucarest (2001), membro del consiglio di amministrazione del Collegio Nuova Europa di Bucarest (2002) e membro del consiglio del Centro Scientifico sulle Politiche di Sicurezza a Szeged, in Ungheria (dal 2003). Mihai Răzvan Ungureanu ricopre il grado diplomatico di Ministro Consigliere (dal 2003).

### Direttore del Serviciul de Informaţii Externe
Il 26 novembre 2007 il presidente romeno Traian Băsescu ha presentato al Parlamento la nomina di Mihai Răzvan Ungureanu come capo del Serviciul de Informaţii Externe, vacante nel marzo 2007, a seguito delle dimissioni di Claudiu Săftoiu al seguito dello stesso scandalo di ostaggi romeni in Iraq.
Il 5 dicembre 2007 il Parlamento a convalidato sulla nomina di Razvan Ungureanu a capo del Serviciul de Informaţii Externe, con 295 voti (su 318 parlamentari presenti).
Il 24 giugno 2015 Klaus Johannis, presidente rumeno, lo ha nominato una seconda volta direttore del Serviciul de Informaţii Externe, vacante dal 22 settembre 2014, a seguito delle dimissioni di Teodor Meleșcanu, a causa della sua partecipazione alle elezioni presidenziali. Il 30 giugno 2015, Mihai Răzvan Ungureanu è stato nominato capo del SIE in seguito al voto in Parlamento.

## Carriera politica

### Primo ministro
Il 6 febbraio 2012, Ungureanu è stato incaricato dal presidente Traian Băsescu di formare un nuovo governo, approvato dal parlamento rumeno il 9 febbraio 2012. Ungureanu ha promesso di continuare le riforme e promuovere la stabilità economica e politica della Romania in mezzo alla crisi politica del paese. Come primo ministro, Ungureanu era diventato il probabile candidato del Partito Democratico Liberale per la presidenza quando il mandato di Băsescu sarebbe scaduto nel 2014, ha detto un esponente del partito, facendo eco alla scelta del presidente russo Boris Yeltsin e alla promozione di Vladimir Putin. Dopo due mesi e mezzo, il governo Ungureanu non ha superato un voto di sfiducia introdotto dall'Unione Social-Liberale. Il leader dell'opposizione Victor Ponta il 7 maggio 2012 lo ha sostituito come primo ministro.

### Dopo la Premiership

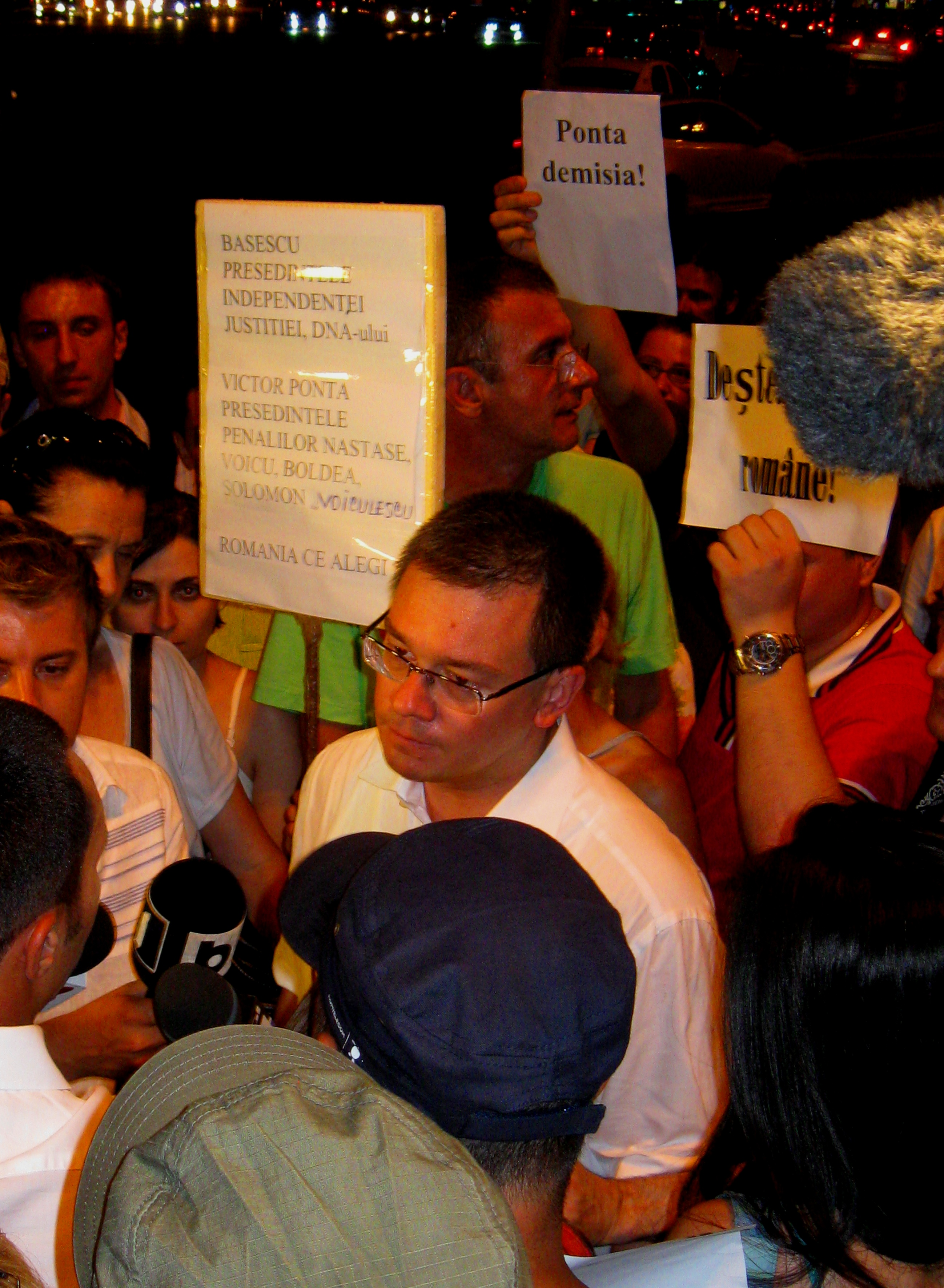
Mihai Răzvan Ungureanu alla protesta contro l'impeachment del Presidente Traian Băsescu nel 2012

L'attività politica di Ungureanu dopo la premiersphip è stata intensa. Nel luglio 2012, ha fondato l'organizzazione non governativa di Centro-destra Iniziativa Civica (ICCD), insieme ai leader del Pdl, Cristian Preda e Monica Macovei. Ha parlato di forze politiche ed elettorali, senza PNL. L'alleanza è stata fondata alla fine dell'agosto 2012 e comprende il Partito Democratico Liberale, il Partito Nazionale Contadino Cristiano Democratico, Nuova Repubblica e Iniziativa civica di centro-destra. Il 31 agosto, Ungureanu è entrato a far parte del Partito Forza Civica.

### Direzione di Forza civica
Ungureanu è stato eletto capo del partito durante il congresso del partito di Forza Civica nel settembre 2012. Il Partito Forza Civica (PFC) è diventato il "veicolo elettorale" dell'ICCD e ha sostituito l'ONG nell'appartenenza all'Alleanza della Romania giusta (ARD). Dopo le elezioni, Ungureanu ha avviato una tournée europea per l'adesione di PFC al Partito Popolare Europeo (PPE). L'11 settembre ha incontrato il deputato italiano e membro de Il Popolo della Libertà (PdL), Claudio Scajola, il sindaco di Roma e Giovanni Battista Re, segretario della Santa Sede. Hanno accolto con favore la formazione di "un'alleanza di destra nell'opposizione degli attacchi di sinistra".
Ungureanu riorganizzò il partito, fondando nuove filiali del PFC in tutto il paese. Ha discusso con l'ex primo ministro italiano Silvio Berlusconi, il presidente del PPE, Wilfried Martens, il segretario generale del PdL, Angelino Alfano, il segretario generale dell'Unione per un movimento popolare, Jean-François Copé, e il leader del gruppo europarlamentare del PPE, Joseph Daul sull'adesione di Forza Civica al PPE. Secondo lui, la cartella di adesione della parte è stata accettata e FC ha avviato il processo di adesione.
Ungureanu ha ottenuto un seggio al Senato della Romania sulla lista del partito ARD nelle elezioni del 2012.

### Consigliere del presidente Klaus Iohannis
Dopo l'elezione del 16 novembre 2014, Klaus Iohannis è diventato presidente della Romania il 21 dicembre 2014. Il 29 dicembre 2014, Mihai Răzvan Ungureanu è nominato consigliere personale del presidente Klaus Iohannis.

## Conflitti
Nel luglio 2014, Mihai Răzvan-Ungureanu e il presidente Traian Băsescu sono stati i protagonisti di una disputa dichiarativa, in cui hanno criticato l'acido.
Sempre nel luglio 2014, Ungureanu e la presidente del Partito del Movimento Popolare, Elena Udrea, hanno avuto una disputa, hanno giocato nella piattaforma del blog di "Adevărul".

## Premi e distinzioni ottenuti
Per il suo lavoro nel campo della cultura e della diplomazia, Mihai Răzvan Ungureanu ha ricevuto i seguenti premi e distinzioni:
- 1992 - Premio nazionale della rivista "22", Bucarest
- 1996-1997 - Premio "Felix Posen" dell'Università Ebraica di Gerusalemme, Israele
- 1997-1998 - Premio "Felix Posen" dell'Università Ebraica di Gerusalemme, Israele
- 1998 - Premio "Vasile Pogor" per le ricerche scientifiche riguardanti la storia della città di Iași, premiato dal Comune di Iași
- 1999 - Premio "Corneliu Coposu" dell'Organizzazione Giovanile del PNTCD per l'attività diplomatica all'interno del Ministero degli affari esteri
- 2000 - Premio "Dimitrie Onciul" della Fondazione culturale "Negozio storico" per la modifica delle relazioni romeno-sovietiche. Documenti 1917-1934, volume I, Bucarest, 1999 (in collaborazione con il Ministero degli Affari Esteri della Federazione Russa);
- 2000 - Grand'Ufficiale dell'Ordine nazionale "Per il merito", Romania;
- 2000 - Comandante di Classe I dell'Ordine del Dannebrog, Danimarca;
- 2004 - Premio Accedemia Rumena - Premio Mihail Kogălniceanu per il lavoro per la Conversione e l'integrazione nella società romena, all'inizio dell'era moderna (Iași, 2004);
- 2007 - Merito Diplomatico di Grand'Ufficiale di grado, Romania.